# Neue Musikzeitung
Die neue musikzeitung (nmz) ist eine Fachzeitschrift für Musik im Zeitungsformat.

## Geschichte
Von 1880 bis 1928 gab der Klett Verlag die Halbmonatsschrift Neue Musik-Zeitung heraus, die 1929 mit der Halbmonatsschrift Die Musik vereinigt wurde. Die heutige nmz wurde 1952 von Bernhard Bosse und Eckart Rohlfs unter dem Titel Musikalische Jugend – jeunesses musicales gegründet. Herausgeber und Chefredakteur war bis 1986 der Verleger Bernhard Bosse. Seit 1993 erscheint die nmz als unabhängige Publikation mit einer Auflage von 22.000 Exemplaren im ConBrio Verlag, Regensburg. Herausgegeben wird die nmz von Theo Geißler und Barbara Haack. Die Chefredakteure sind Andreas Kolb (seit 2007) und Juan Martin Koch (seit 2008). 1999 wurde die nmz mit dem Deutschen Kritikerpreis ausgezeichnet.
Mit dem Pädagogischen Infozentrum „PIZ“ stand ein kulturpädagogisches Informations-Portal bereit. Mit nmzMedia startete die nmz 2005 ein Video-Streaming-Portal als Kultur-Fernsehsender. Interviews und Video-Mitschnitte von Konzerten und Diskussionsveranstaltungen sind kostenlos abrufbar.
In Kooperation mit dem Bayerischen Rundfunk produzierte die neue musikzeitung seit 1998 monatlich das Musikmagazin taktlos zu unterschiedlichen Facetten des musikalischen Geschehens. Diese Sendungen stehen als RealAudio-Archiv (bis 2005) und als mp3-Daten (2006–2015) zur Verfügung. In Kooperation mit dem Goethe-Forum und dem Bayerischen Rundfunk wurde mehrmals jährlich der „Europäische Dialog +++contrapunkt+++“ produziert und live gesendet. Auch hier gibt es ein Audio-Online-Archiv.

## Profil, Aktivitäten
Die neue musikzeitung erscheint zehnmal jährlich im Berliner Zeitungsformat.
Neben Informationen aus der aktuellen Musik-Szene (Uraufführungen neuer Musik, aber auch Jazz und Pop) sowie Berichten aus dem musikpädagogischen Bereich beinhaltet sie Rezensionen, Berichte und Kommentare zu Neuerscheinungen, Kulturpolitik, Musikwirtschaft, Personalia und Nachrichten aus dem deutschen Musikleben. Ferner stehen Stellenangebote aus dem Musikbereich und kommentierte Link-Listen zur Verfügung. Die nmz stellt ihre Inhalte seit 1997 komplett und kostenlos im Internet zur Verfügung. Dieses Archiv ist durchsuchbar.
Als tagesaktuelles Kultur-Informations-Portal gestaltet die neue musikzeitung gemeinsam mit dem Deutschen Kulturrat das Kulturinfomationszentrum KIZ.
Die nmz ist das offizielle Mitteilungsorgan folgender Musikverbände:
- Verband deutscher Musikschulen e. V.
- Deutscher Tonkünstlerverband e. V.
- Jeunesses Musicales Deutschland e. V.
- Arbeitskreis Musik in der Jugend (AMJ)

Darüber hinaus enthält die nmz regelmäßig exklusive Nachrichten des Bundeswettbewerbes Jugend musiziert, des Landesmusikrates NRW, des Deutschen Kulturrats, des Bayerischen Kulturrats, der Landesmusikakademien und der EMCY (Europäische Union der Musikwettbewerbe für die Jugend).
Zweimal jährlich erscheint in Kooperation mit acht Musikhochschulen das nmz-Hochschulmagazin mit Rankings, aktuellen Personalien und Tipps für Musikstudentinnen und -studenten.

## Musik-Gordi
Im April 2013 verlieh die nmz gemeinsam mit dem „Musikforum“ des Deutschen Musikrates erstmals den sogenannten „Musik-Gordi“ im Rahmen der Internationalen Musikmesse in Frankfurt am Main. Als Negativpreis soll dieser „gordische Knoten des Musiklebens“ Personen oder Organisationen auszeichnen, die besonders nachteilig für das Anliegen der Musik gewirkt haben, zugleich aber dazu anregen, diesen Knoten zu durchschlagen. Der in Form einer verknoteten Blockflöte gestaltete Preis wurde von Claus Spies entworfen. Erster Preisträger ist Harald Augter, der als Vorsitzender des Rundfunkrates des SWR wesentlich die 2012 beschlossene, ab 2016 zu vollziehende Fusion des Radio-Sinfonieorchesters Stuttgart und des SWR Sinfonieorchesters Baden-Baden und Freiburg verantwortet.
Im März 2014 wurde der „Musik-Gordi“ an den baden-württembergischen Ministerpräsidenten Winfried Kretschmann verliehen. Als Gründe wurden insbesondere benannt: „Untätigkeit, sich gegen die Fusion zweier einzigartiger Orchester zu stemmen sowie die ohnmächtigen Versuche, Pläne zur Veränderung der Musikhochschullandschaft in Baden-Württemberg zu realisieren.“ Preisträger des Jahres 2015 wurde Mathias Brodkorb, Minister für Bildung, Wissenschaft und Kultur Mecklenburg-Vorpommern. 2016 wurde durch eine Online-Abstimmung Benjamin-Immanuel Hoff, Minister für Kultur, Bundes- und Europaangelegenheiten und Chef der Staatskanzlei des Freistaates Thüringen, zum Träger des Negativpreises ernannt. 2017 ging der „Musik-Gordi“ an Sandra Scheeres, Berliner Senatorin für Bildung, Jugend und Wissenschaft.